# Elitheya nigeriana
Elitheya nigeriana – gatunek chrząszcza z rodziny kusakowatych i podrodziny kusaków. 
Gatunek ten opisany został po raz pierwszy w 2016 roku przez Arnalda Bordoniego na łamach „Biodiversity Journal”. Jako lokalizację typową wskazano okolice Ife w nigeryjskim stanie Osun.
Chrząszcz o silnie wydłużonym ciele długości 5,5 mm. Głowa jest jasnobrązowa, prawie prostokątna w obrysie z prawie prostymi krawędziami bocznymi i małymi, słabo wystającymi oczami. Powierzchnię głowy pokrywa podłużne mikrorowkowanie. Występują na niej cienkie bruzdy boczne, po dwa punkty środkowe na skośnych liniach, a zamiast bruzd ocznych po trzy punkty. Szyja jest bardzo wąska. Jasnobrązowe, tak długie jak głowa, ale od niej węższe przedplecze jest ku przodowi lekko rozszerzone, o zaokrąglonych kątach przednich. Na jego powierzchni występują grzbietowe szeregi po cztery odległe punkty i ukośne, boczne szeregi z dwoma punktami środkowymi. Pokrywy są na przedzie jasnobrązowe, a w tyle żółtawe. Zarys mają prawie prostokątny, dłuższy i szerszy od przedplecza, o zaokrąglonych kątach barkowych. Punktowanie pokryw jest rozproszone, miejscami ustawione w szeregi. Skrzydła tylnej pary są w pełni wykształcone. Genitalia samca mają mały i wąski edeagus z niesymetrycznymi paramerami oraz niewidocznym woreczkiem wewnętrznym.
Gatunek afrotropikalny, znany z Gabonu, Nigerii i Kamerunu.